# Friedrich Brettner

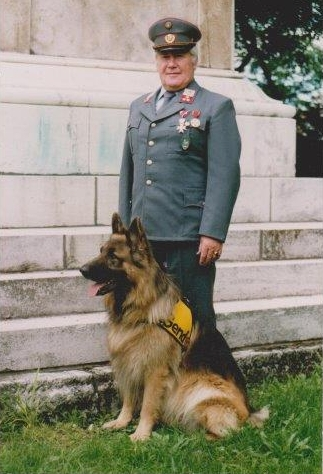
Friedrich Brettner mit seinem Diensthund

Friedrich Brettner (* 3. April 1935 in Gloggnitz) ist ein österreichischer Gendarm, zuletzt Gendarmeriebezirksinspektor, und als solcher auch Chronist und Autor.

## Leben
Nach dem Besuch der Pflichtschule erlernte er den Beruf des Elektroinstallateurs. 1955 trat er in die Österreichische Bundesgendarmerie ein und war seit dieser Zeit im Exekutivdienst als Gendarmeriediensthundeführer tätig. Beim Gendarmerie-Zentralkommando in Wien fungierte er als Ausbilder für Diensthundeführer und Abrichter für Diensthunde und Sachverständiger für das Diensthundewesen der österreichischen Bundesgendarmerie im Bundesministerium für Inneres. Seit November 1994 befindet sich Friedrich Brettner im Ruhestand. Sein letzter Dienstgrad war Gendarmeriebezirksinspektor.
Als Schüler erlebte Brettner die Endkämpfe des Zweiten Weltkriegs in seiner Heimat mit. 1984 schrieb er eine Chronik über die Kämpfe im Semmering-Gebiet und brachte sein erstes Buch heraus, dem weitere folgten.
Seine Werke über das Ende des Zweiten Weltkrieges in Niederösterreich und die Veröffentlichungen über Gendarmeriegeschichte werden in fast allen Staaten Europas, in Amerika, Australien, Neuseeland und Japan in den Militärschulen als Nachschlagewerke geführt. Durch seine Nachforschungen konnten über 100 Soldaten, oft noch in Feldgräbern liegend, identifiziert werden. Diese Arbeiten für das Österreichische Schwarze Kreuz führt Brettner seit 1982 durch. Die letzten drei Bergungen fanden am 27. August 2012 im Raum Puchberg und Grünbach statt.
Von 1990 bis 2010 leitete er das Museum für Jüngere Zeitgeschichte in der Karl-Renner-Villa in Gloggnitz, wo er folgende Sonderausstellungen gestaltete:
- 1995: Utensilien angefertigt in der Kriegsgefangenschaft
- 1996: Von der B-Gendarmerie zum Bundesheer
- 1998: Kriegstote – Bergung – Identifizierung
- 2008: Die 40er Jahre
- 2009: Worauf wir stehen und gehen – Straßen – Plätze in Gloggnitz, deren Namen und Bedeutung der Bevölkerung meist nicht bekannt ist.

## Werke
- 1985: Die letzten Kämpfe des Zweiten Weltkrieges im Semmering Gebiet. Vorwort vom Oberst des Bundesgrenzschutzes, Horst Grunwald
- 1989: Schicksale mahnen 1938–1955. Anschluss – Ende – Besatzungszeit.
- 1994: Diensthund DINGO – Meine erfolgreichsten Hunde. Geschichte über das Diensthundewesen. Vorwort von Gendarmeriegeneral Johann Seiser
- 1995: Hurra Fliegeralarm – Meine Kindheit u. Jugendzeit.
- 1997: Für Heimat Volk und Ehre. Gründung der Gendarmerie 1945. Vorwort von Landeshauptmann von NÖ, Erwin Pröll
- 1999: Die letzten Kämpfe d. Zweiten Weltkrieges im südlichen NÖ. Vorwort: Kommandant der Theresianischen Militärakademie, Divisionär Adolf Erwin Felber
- 2000: Die letzten Kämpfe d. Zweiten Weltkrieges – Pinka – Lafnitz – Hochwechsel. Vorwort: General der Infanterie Leeb
- 2002: Die letzten Kämpfe d. Zweiten Weltkrieges im Semmering Gebiet – überarbeitet. Vorwort vom Oberst des Deutschen Bundesgrenzschutzes, Horst Grunwald
- 2003: Die letzten Kämpfe d. Zweiten Weltkrieges Steinfeld – Wienerwald – Tullnerfeld – Traisental. Vorwort: Militärkommandant von NÖ, Divisionär Johann Culik
- 2004: Die letzten Kämpfe d. Zweiten Weltkrieges Neusiedler See – Donau – March – Thaya. Vorwort: Militärkommandant von Burgenland, Brigadier Johann Luif
- 2005: Geflüchtet – Vertrieben – Besetzt. Vorwort: Sicherheitsdirektor für NÖ, Hofrat Franz Prucher
- 2007: Soldaten Schicksale. Vorwort: Univ. Prof. Dr. Stefan Karner
- 2008: Hurra Fliegeralarm. – 2. Auflage überarbeitet
- 2009: Enzenreith – Gloggnitz – Prigglitz. Schicksalsjahre 1938–1955
- 2009: Schottwien – Breitenstein – Semmering. Schicksalsjahre Vorwort: Bezirkshauptmann von Neunkirchen, Heinz Zimper
- 2010: Payerbach – Reichenau – Schwarzau/Geb. Schicksalsjahre Vorwort: Bezirkspolizeikommandant Oberstleutnant Johann Neumüller
- 2011: Wimpassing – Pottschach – Ternitz. Schicksalsjahre Vorwort: Landtagsabgeordneter Rupert Dworak, Bürgermeister der Stadt Ternitz
- 2012: Kirchberg – Otterthal – Trattenbach. Schicksalsjahre Vorwort, Bürgermeister von Kirchberg a.W., Willibald Fuchs
- 2012: Höflein – Grünbach – Puchberg. Schicksalsjahre Vorwort: Bürgermeister von Puchberg, Oberschulrat Michael Knabl
- 2013: Bildband 1 Die letzten Kämpfe des II. Weltkrieges – Pinka – Lafnitz – Hochwechsel – Semmering Gebiet – südliches Niederösterreich Vorwort: General Norbert Sinn, Kommandant der Theresianischen Militärakademie und Garnisonskommandant der Statutarstadt Wiener Neustadt
- 2013: Bildband 2 Die Letzten Kämpfe des II. Weltkrieges – Steinfeld – Wienerwald – Tullnerfeld – Traisental. Vom Neusiedler See zur Donau – March und Thaya. Soldatengräber – Bergung – Identifizierung. Vorwort: Militärkommandant von Burgenland, Brigadier Johann Luif.
- 2013: Schwarzau am Steinfeld – Breitenau – Neunkirchen – Würflach. Schicksalsjahre Vorwort: Bezirkshauptmann von Neunkirchen, Alexandra Grabner-Fritz
- 2013: Zöbern – Aspang Markt – Aspangberg – Mönichkirchen. Vorwort: Bürgermeister von Aspang Markt, Hans Auerböck
- 2014: Geflüchtet – Vertrieben – Besetzt, Bildband. Vorwort: Oberst Ernst Schuch
- 2015: Die Gendarmerie in Österreich 1955–2005. Im Einsatz für die Sicherheit unserer Heimat. Vorwort: Landeshauptmann von NÖ. Erwin Pröll, und Landespolizeidirektor von NÖ. Hofrat Franz Prucher
- 2016: Gendarmerie, Polizei, Flugpolizei: täglich im Dienst für Sicherheit und Hilfe, Kral-Verlag, Berndorf 2016, ISBN 978-3-99024-466-1
- 2018: Hunde im Einsatz: Leben retten – Kriminalität bekämpfen, Kral-Verlag, Berndorf 2018, ISBN 978-3-99024-760-0
- 2022: Gloggnitz einst & heute – Eine Stadt im Wandel der Zeit. Heimat-Verlag

## Auszeichnungen
- 1985: Goldener Verdienstorden der Bundesrepublik Deutschland (Ausprägung unbekannt)
- 1985: Goldenes Ehrenzeichen der Stadt Gloggnitz
- 1987: Silbernes Verdienstzeichen der Republik Österreich
- 1994: Goldene Medaille des Ehrenzeichens für Verdienste um das Bundesland Niederösterreich
- 1995: Silberne Ehrennadel der Marktgemeinde Schottwien
- 2001: Berufstitel Professor
- 2014: Verdienstzeichen des Bundeslandes Niederösterreich